# Adria-Riemenzunge
Die Adria-Riemenzunge (Himantoglossum adriaticum), auch Adriatische Riemenzunge genannt, ist eine Pflanzen-Art aus der Gattung der Riemenzungen (Himantoglossum) in der Familie der Orchideen (Orchidaceae). Diese auffällige, stattliche Art kommt in den wärmeren Gebieten Mitteleuropas und in Süd- und Südosteuropa vor.

## Beschreibung
Die Adria-Riemenzunge ist eine ausdauernde krautige Pflanze, welche Wuchshöhen von 50 bis 70 cm erreicht. Die zur Blütezeit bereits fehlenden Grundblätter sind 10 bis 12 cm lang und 4 bis 5 cm breit, die Laubblätter sind länglich bis lanzettlich.
Die Blütezeit erstreckt sich von Ende Mai bis Juni. Der Blütenstand enthält rund 25 bis 40 Blüten. Die schwach angenehm süßlich duftenden Blüten sind zwittrig und zygomorph. Die den Helm bildenden Kelch- und paarigen Kronblätter sind miteinander verklebt und außen weißlich blassrosa oder blassgrün und innen braunrot geadert. Die tief dreilappige Lippe ist im weißlichen Teil mit braunroten Haarbüscheln besetzt und der 3,5 bis 6 cm lange und auffällige Mittellappen leicht schraubig gedreht oder tordiert und an der Spitze 5 bis 18 mm tief gespalten. In der Knospe wird der Mittellappen während seiner Entwicklung aus Platzgründen wie eine Uhrfeder spiralig eingedreht und entrollt sich erst, sobald sich die Blüte öffnet. Der Sporn misst 2 bis 4 mm.
Die Chromosomenzahl beträgt 2n = 36 oder 37.

## Ökologie
Der Entwicklungsablauf der Adria-Riemenzunge weist diese als (sub-)mediterranes Florenelement aus: nach Regenfällen im Herbst beginnt ihre Wachstumsphase mit der Anlage der Winterblätter und in der Folge einer neuen Knolle. Das Wachstum wird in der kalten Jahreszeit fortgesetzt, einzelne Blätter können deshalb häufig durch Frostschäden verloren gehen. Die nächste Wachstumsphase beginnt im zeitigen Frühling um die neue Knolle zu füllen und die Pflanze im Mai erblühen zu lassen. An trockenen Standorten sterben die Laubblätter schon vor der Blüte ab, um Wasserverluste zu begrenzen. Den trocken-heißen Sommer überdauert die Knolle bis in den Herbst um dann den Wachstumszyklus wieder von vorne zu beginnen.
Die Bestäubung erfolgt durch kurzrüsselige Bienen, beispielsweise Sand- und Seidenbienen, welche mit ihren Rüsseln winzige Zellsafttröpfchen, die an der Spornunterseite ausgeschieden werden, sammeln. Langrüsselige Honigbienen suchen vergeblich im Sporn nach Nektar und nehmen dabei die Bestäubung vor. Der Sporn und die imposante Blüte dienen also dazu die Bestäuber anzulocken und zu täuschen, der lange Mittellappen wird den Insekten als Anflugpiste bereitgestellt.

## Vorkommen und Gefährdung
Die Adria-Riemenzunge kommt in den Ländern Österreich, Italien, Tschechien, der Slowakei, Ungarn, Slowenien, Kroatien und über Serbien bis nach Moldawien vor.
In Österreich tritt die Adria-Riemenzunge selten in lichten (Flaumeichen-)Wäldern, an Säumen und Halbtrockenrasen der collinen bis submontanen Höhenstufe auf. Sie gilt als stark gefährdet. Die Vorkommen beschränken sich auf das pannonische Gebiet der Bundesländer Burgenland, Wien und Niederösterreich, einzelne Vorkommen erstrecken sich bis in den östlichen Flysch-Wienerwald. In Mitteleuropa kommt die Art außerdem in Südtirol und in Mähren vor.
Die Art ist durch die FFH-Richtlinie Anhang II und IV der Europäischen Union geschützt.

## Taxonomie
1978 beschrieb Helmut Baumann die Adria-Riemenzunge anhand der Population in Istrien als eigene Art in Die Orchidee Band 29, Teil 4, S. 171. Ein Synonym von Himantoglossum adriaticum ist Himantoglossum hircinum subsp. adriaticum (H. Baumann) H. Sund. Von der weiter westlich, beispielsweise in Deutschland, Frankreich und England, auftretenden Bocks-Riemenzunge (Himantoglossum hircinum) unterscheidet sie sich durch mehrere Merkmale: unter anderem duften ihre Blüten angenehm anstatt den Geruch von Ziegenböcken zu verbreiten und der Blütenstand ist lockerblütiger. Der Mittellappen der Lippe ist stärker nämlich 5 bis 18 Millimeter tief gespalten.

## Bilder

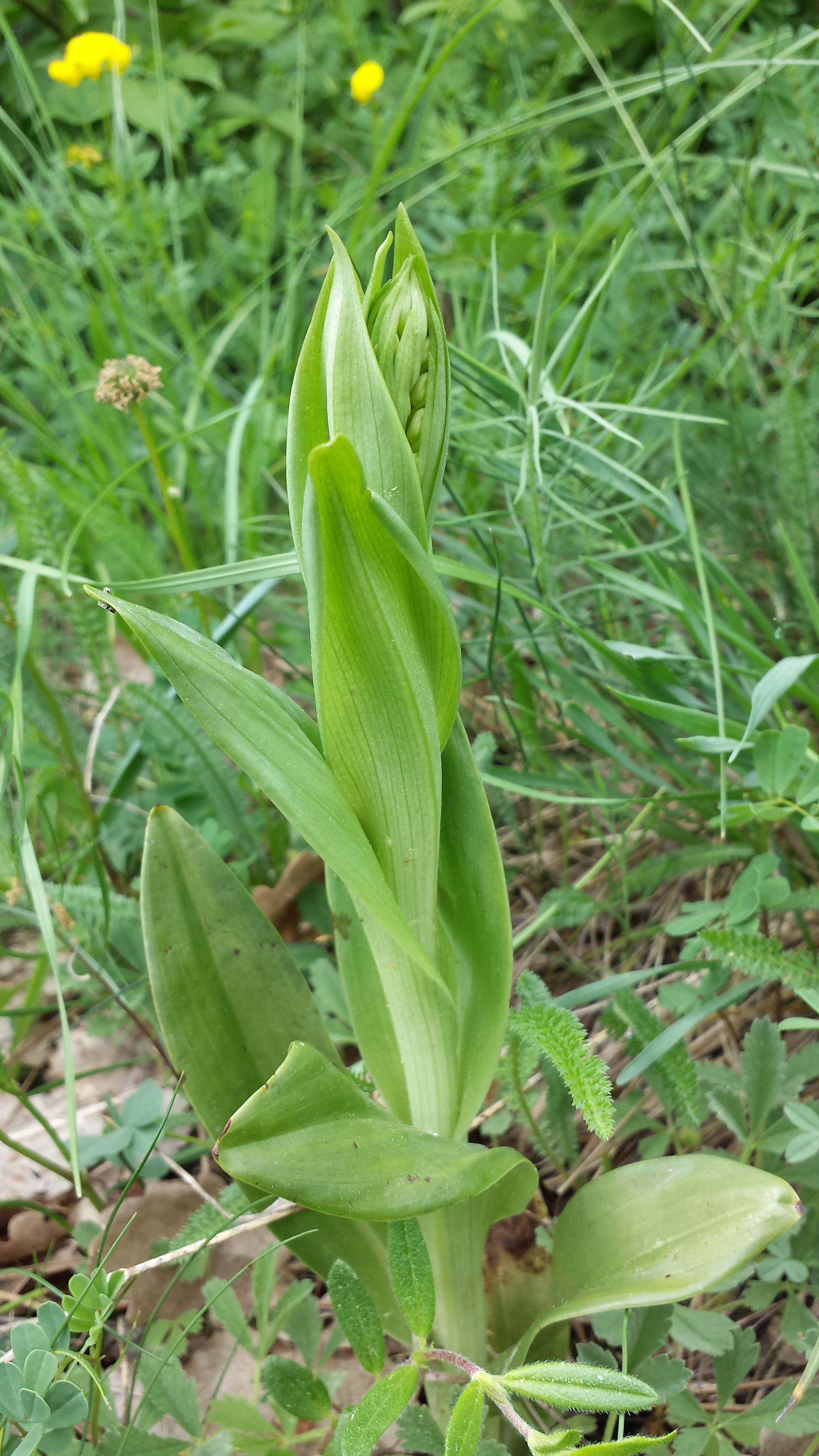
Knospende Pflanze
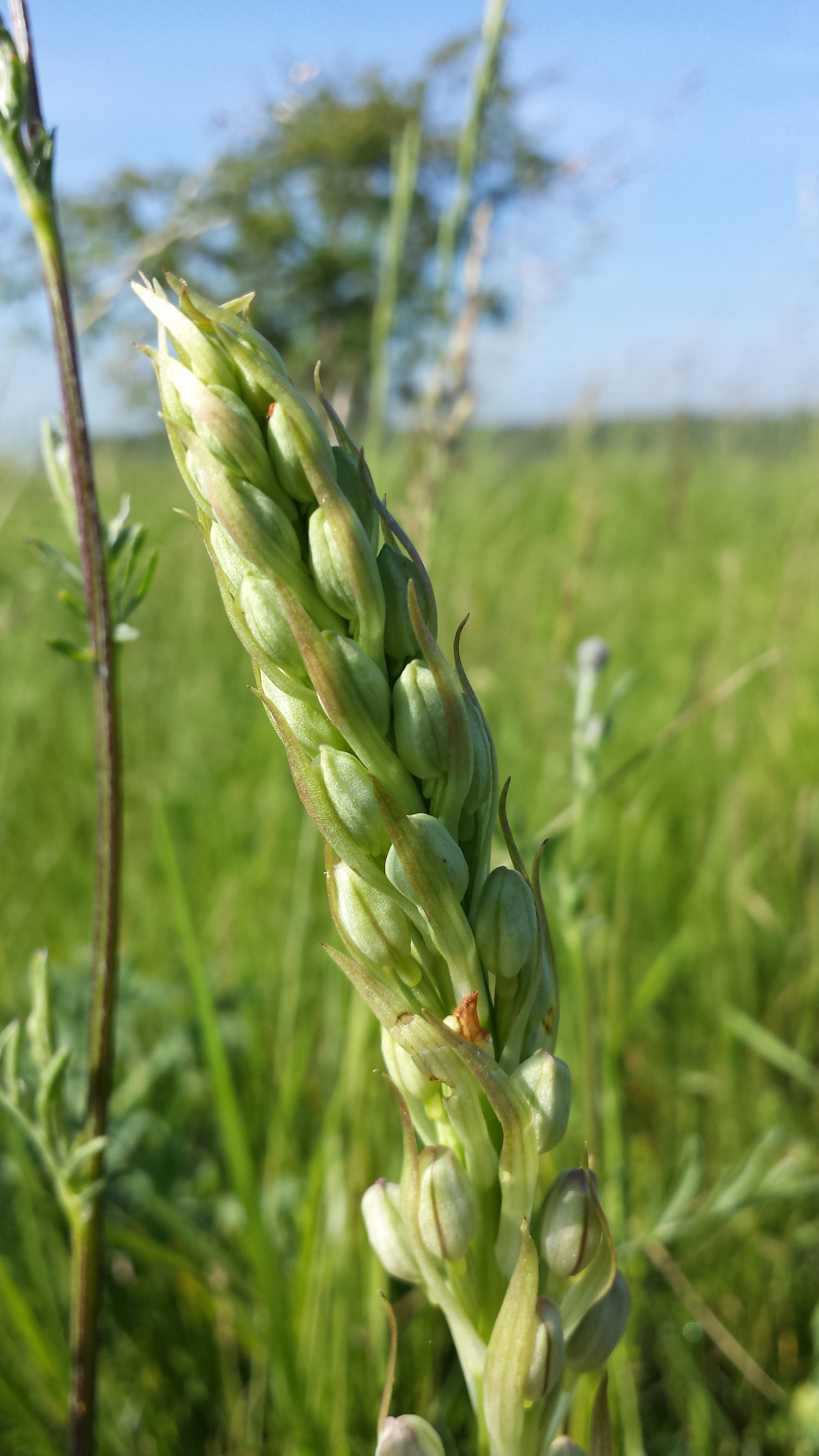
Blütenstand mit noch geschlossenen Blüten
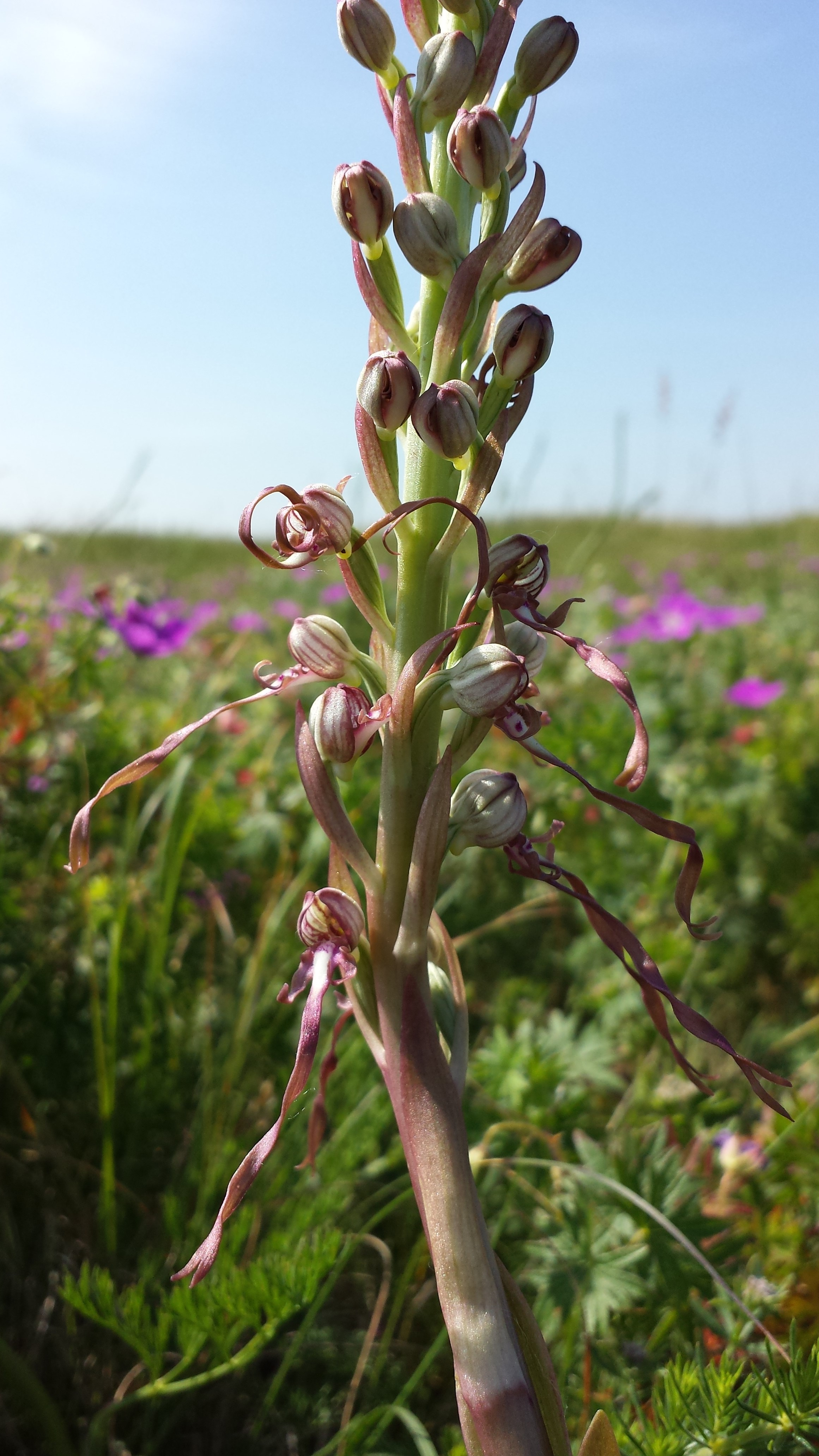
Blütenstand mit sich gerade öffnenden Blüten, deren Zungen sich entrollen
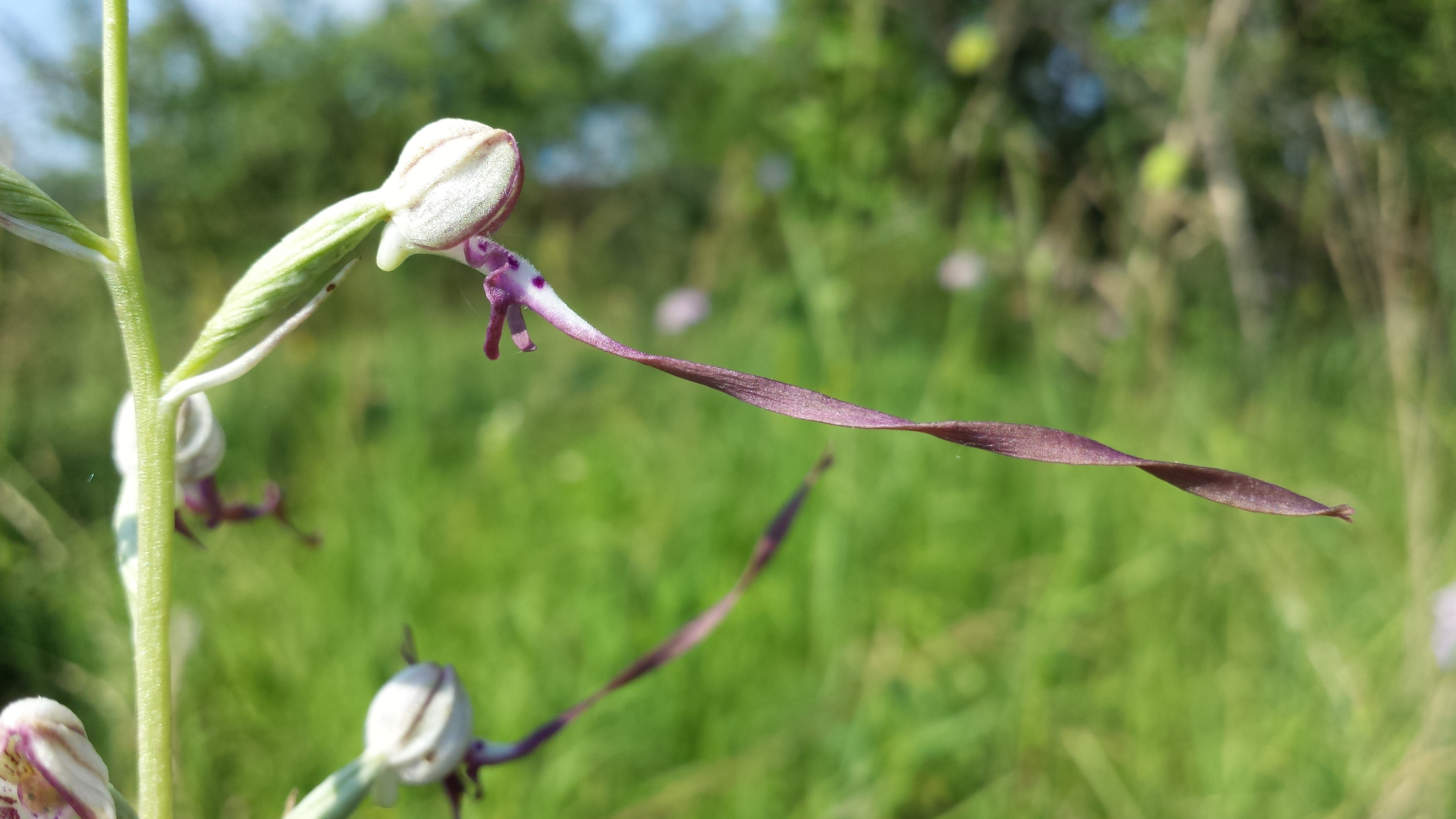
Blüte mit gedrehter Zunge
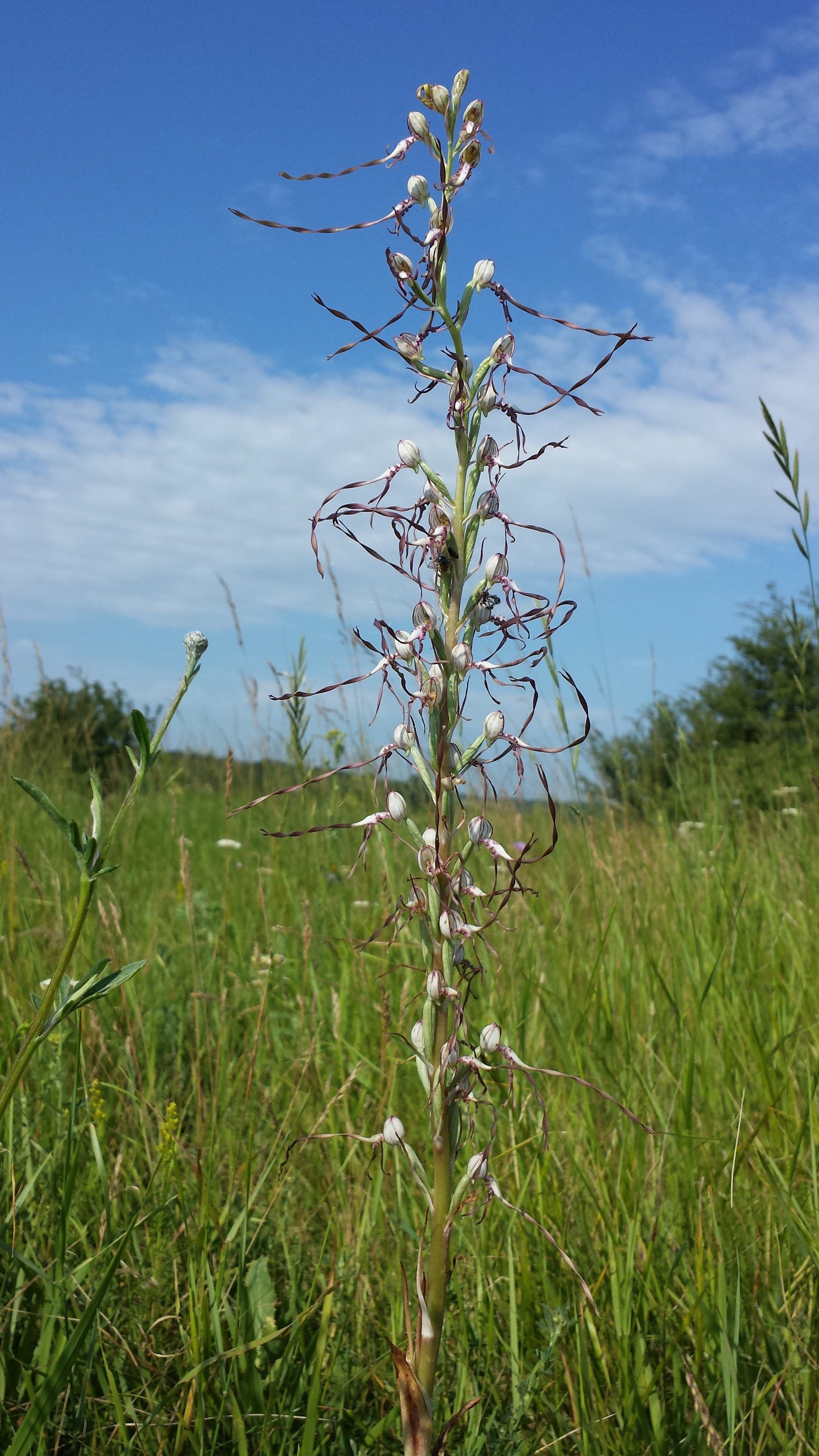
Habitus